# Куроед
Куроед (лат. Spilotes pullatus) — неядовитая змея из семейства ужеобразных, вид выделяется в монотипный род Spilotes.

## Описание
Куроед достигает длины до 2,7 м. По чёрно-синему основному фону окраски проходят ярко-жёлтые косые поперечные полосы. Чешуя с хорошо выраженным килем.

## Ареал и места обитания
Распространен в Центральной и Южной Америке от южной Мексики до северной Аргентины. Обитает во влажных тропических лесах, кустарниках, болотах, мангровых зарослях и т. д. Обычно встречается вблизи водоёмов.

## Образ жизни
Ведёт преимущественно древесный образ жизни, лишь иногда спускаясь на землю, охотно плавает. Питается земноводными, ящерицами, мелкими млекопитающими и птицами.

## Подвиды
Образует 5 подвидов:
- Spilotes pullatus pullatus
- Spilotes pullatus anomalepis — Бразилия
- Spilotes pullatus argusiformis
- Spilotes pullatus maculatus
- Spilotes pullatus mexicanus — Южная Мексика

## Фото

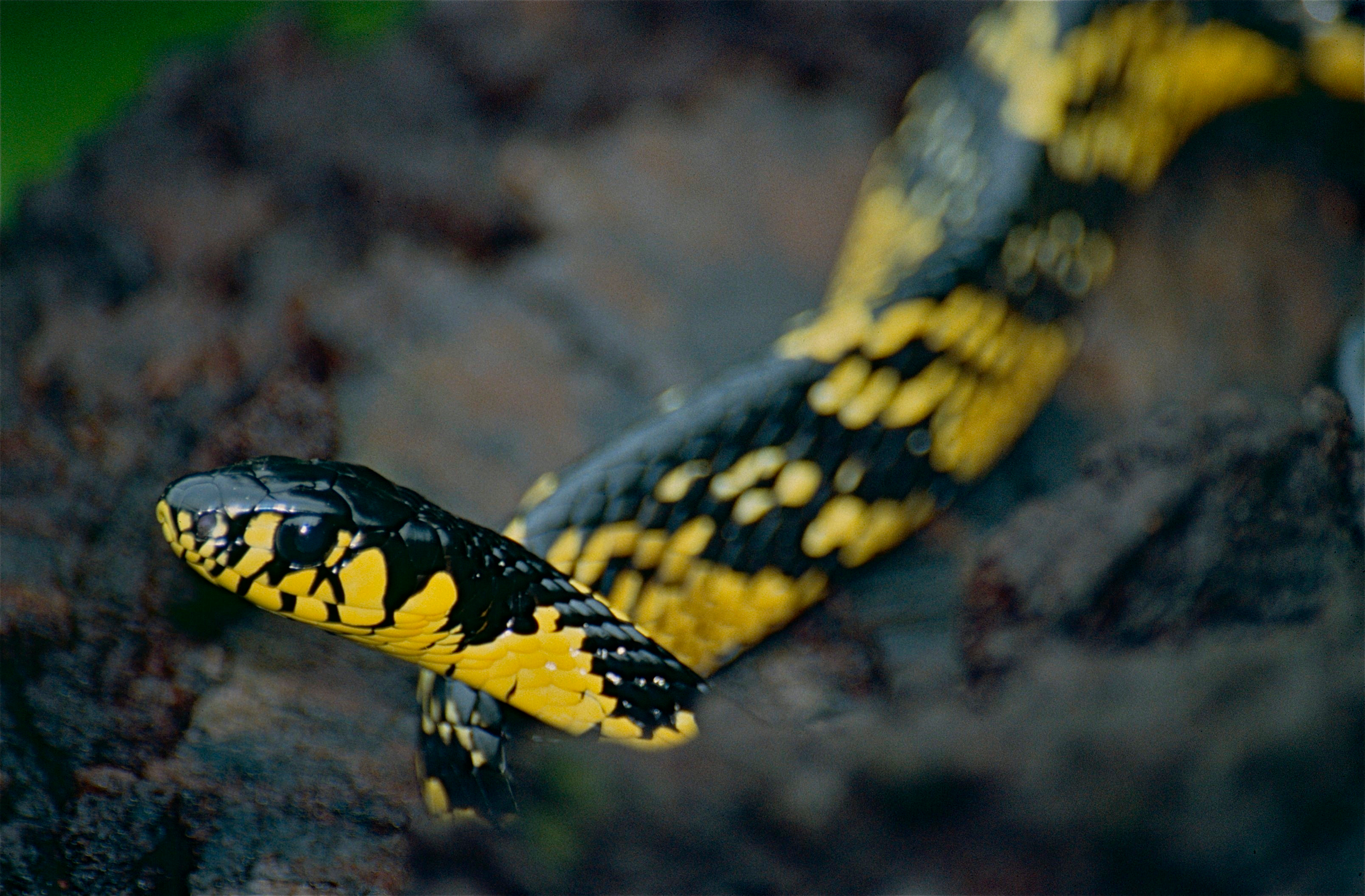
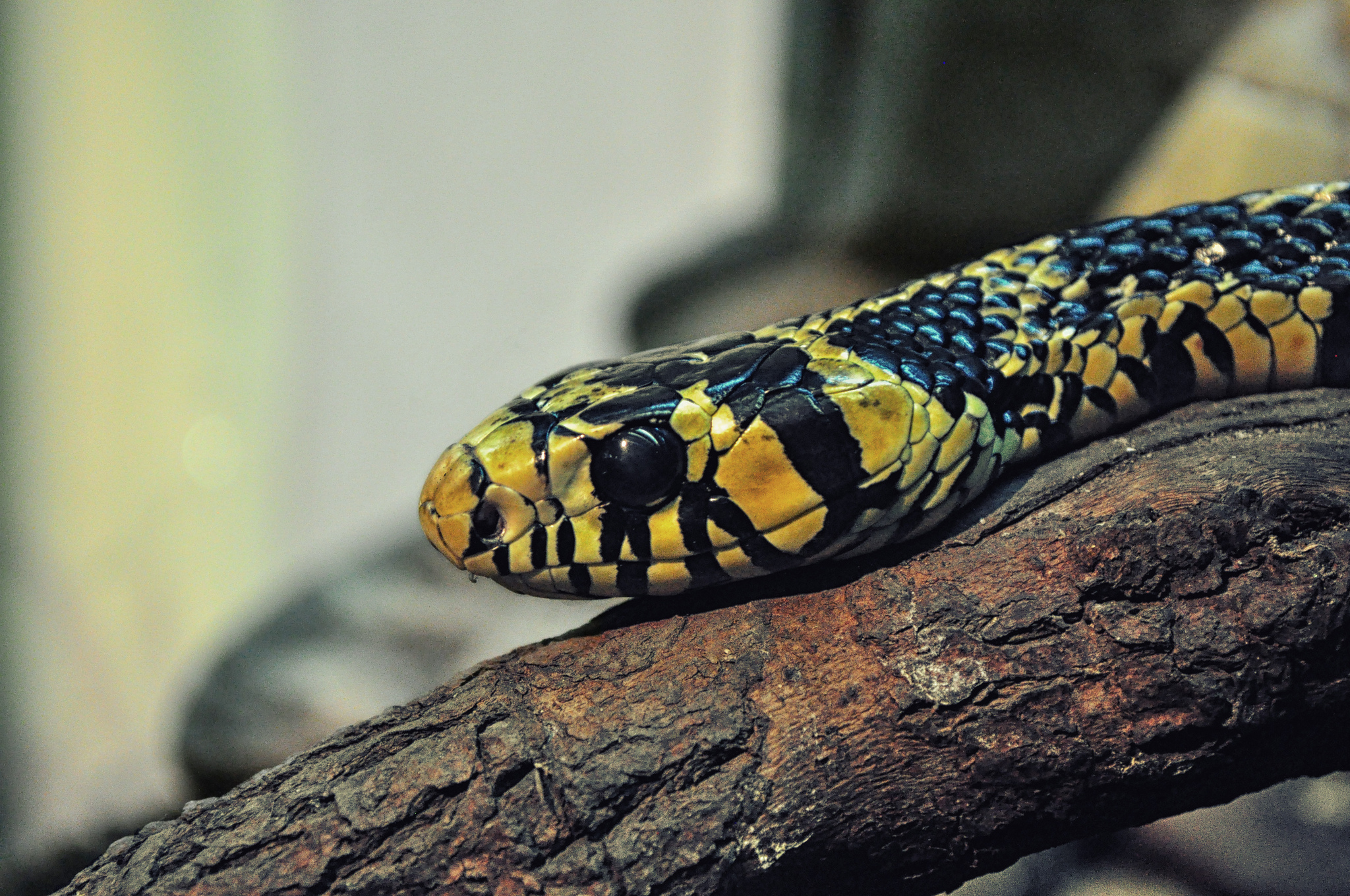
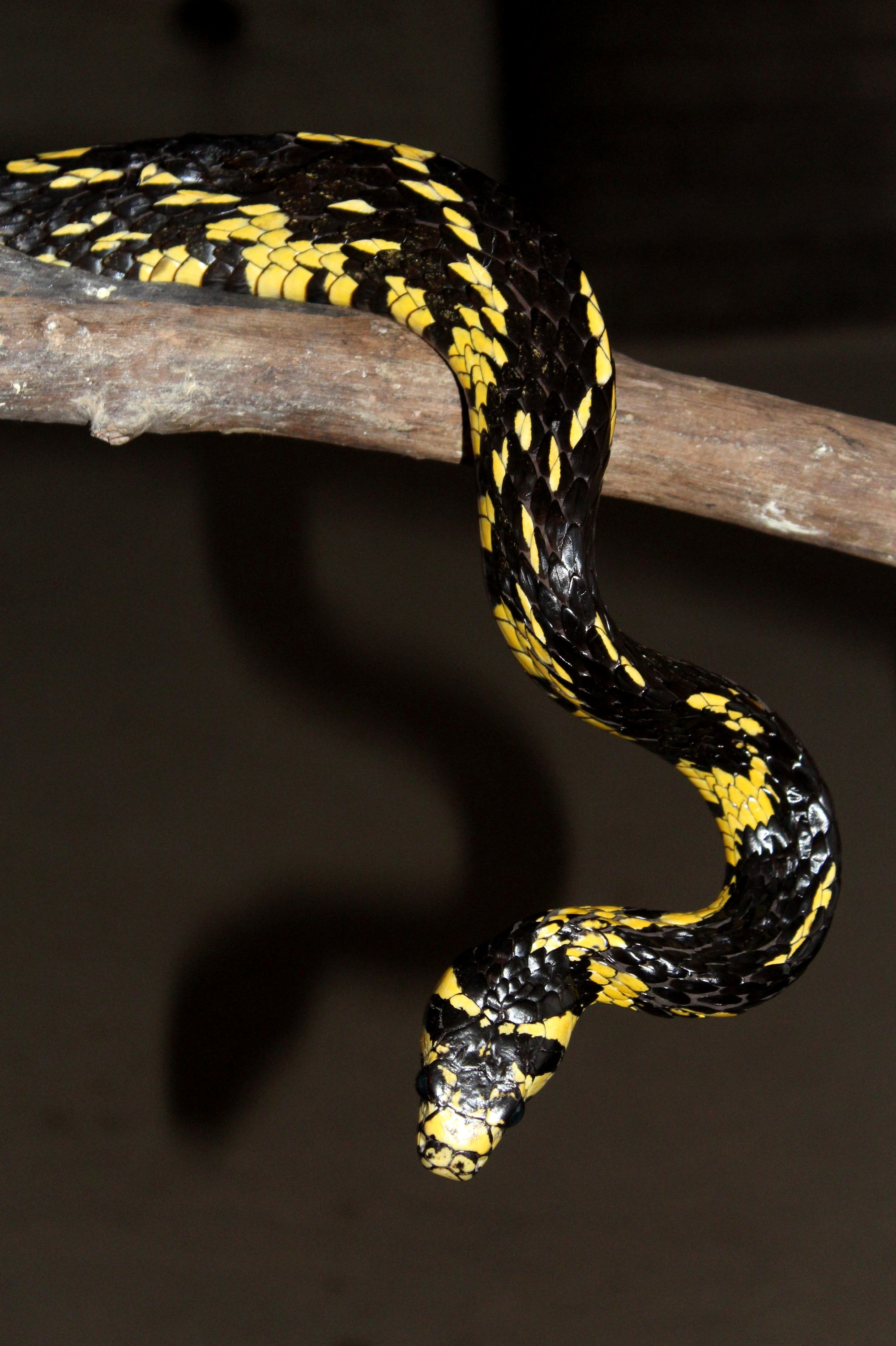
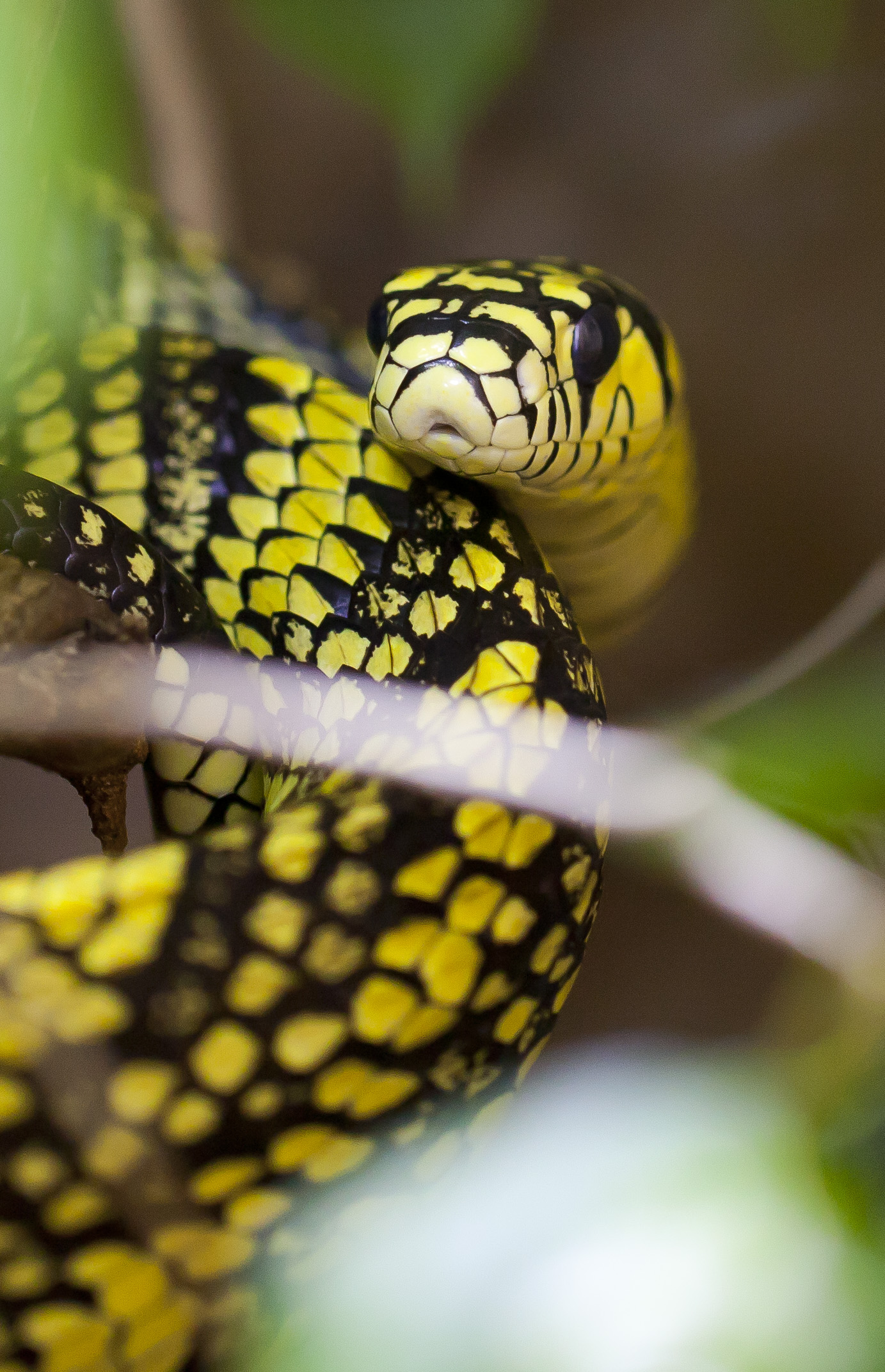
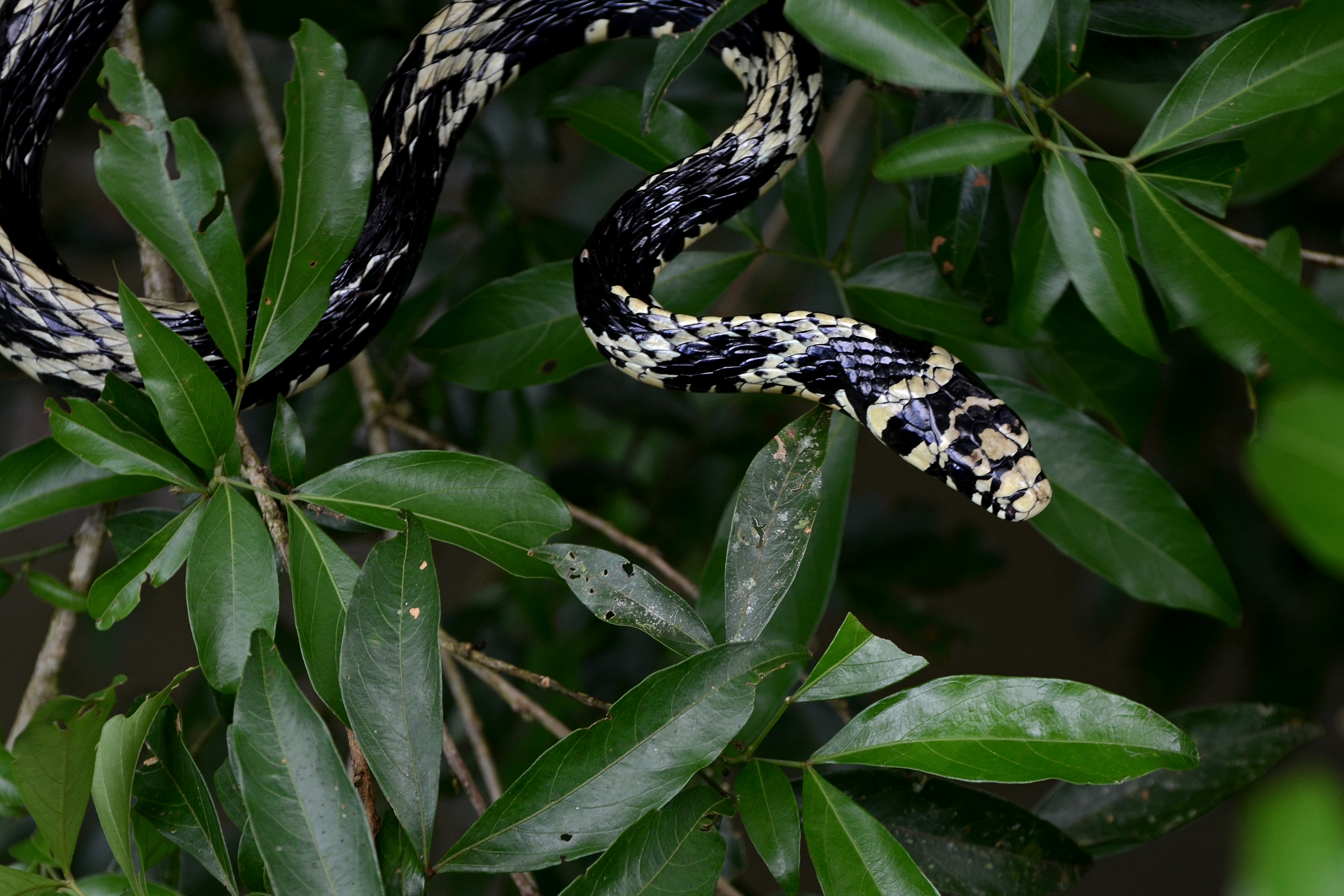
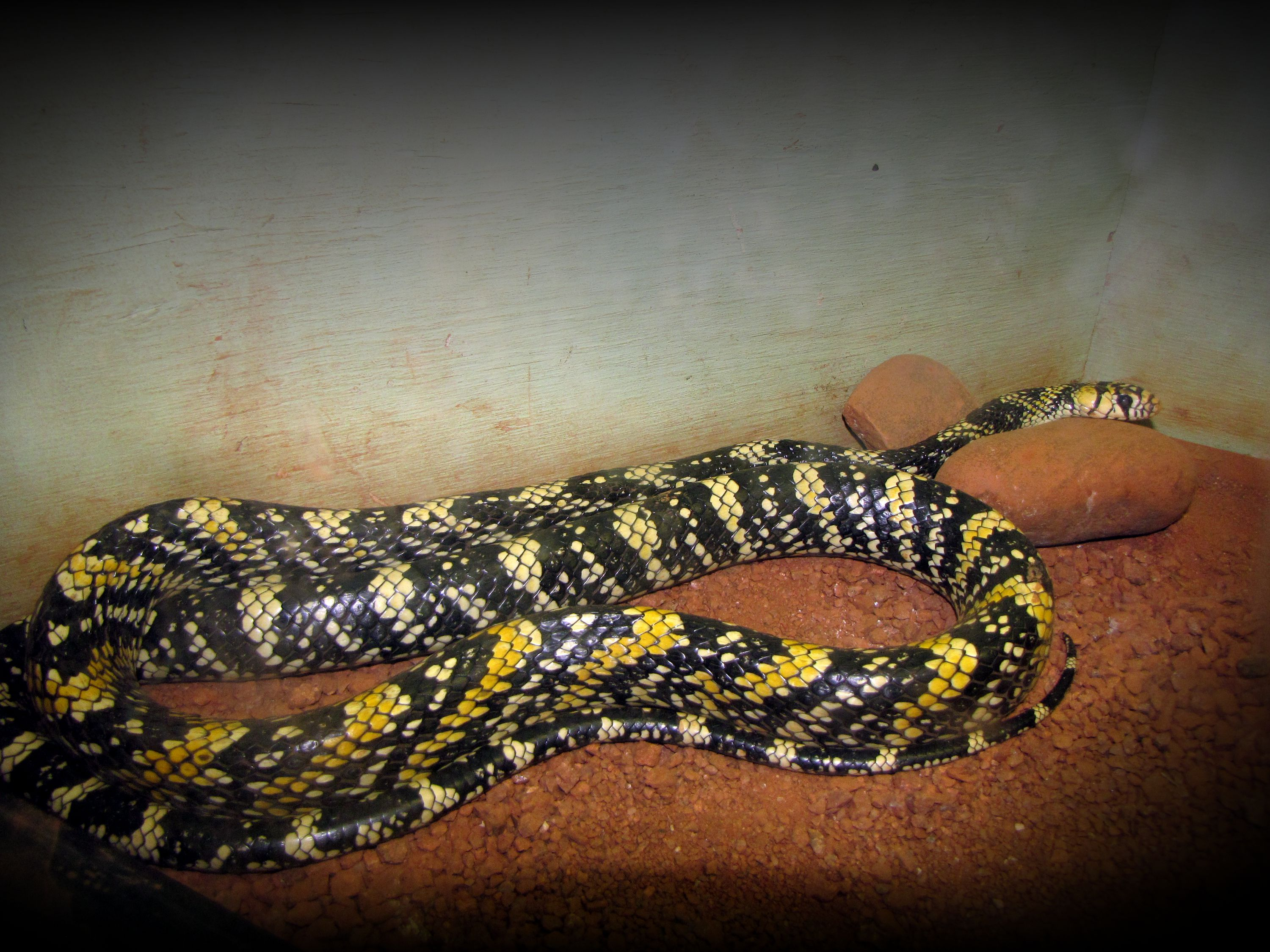
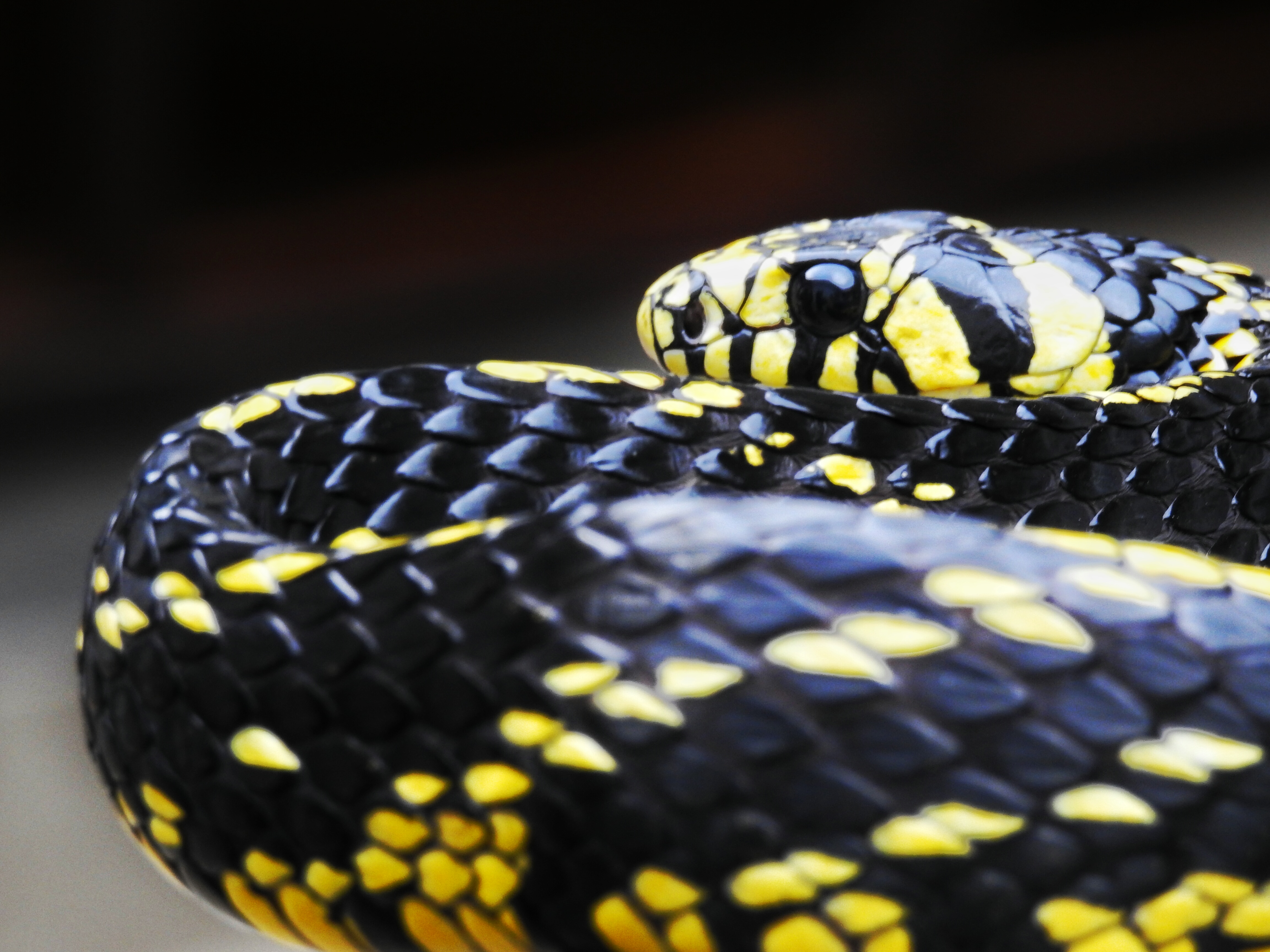